# ويليام دونبار (سياسي)
ويليام دونبار هو محامي وقاضي وسياسي أمريكي، ولد في 1805 في فرجينيا في الولايات المتحدة، وتوفي في 18 مارس 1861 في مقاطعة سانت برنارد في الولايات المتحدة. نشط حزبياً في الحزب الديمقراطي. وقد انتخب عضو مجلس النواب الأمريكي ‏.